# Levente Szabó
Levente Szabó (Székesfehérvár, 6 giugno 1999) è un calciatore ungherese, attaccante dell'Eintracht Braunschweig.

## Carriera

### Club
Cresciuto nel Győri ETO, nel 2015 si trasferisce all'Atalanta, con cui vince uno Scudetto Under-17; nel 2017 passa al Genoa, facendo poi ritorno in Ungheria nel 2019, quando viene tesserato dal Fehérvár. Subito ceduto al Budaörs, nel gennaio del 2020 rientra al club di Székesfehérvár, con cui il 4 marzo 2021 prolunga il proprio contratto. Il 31 agosto passa in prestito al Budafok; il 27 giugno 2022 si trasferisce a titolo temporaneo al Kecskemét, rientrando al Fehérvár nel successivo mese di dicembre.

### Nazionale
Dopo avere militato nelle selezioni giovanili ungheresi dall'under-16 all'under-19, il 5 novembre 2024 viene convocato per la prima volta in nazionale maggiore. Fa il suo esordio con la massima selezione magiara undici giorni dopo nella sconfitta per 4-0 in casa dei Paesi Bassi in Nations League.

## Statistiche

### Presenze e reti nei club
Statistiche aggiornate al 25 gennaio 2023.
| Stagione            | Squadra             | Campionato          | Campionato | Campionato | Coppe nazionali | Coppe nazionali | Coppe nazionali | Coppe continentali | Coppe continentali | Coppe continentali | Altre coppe | Altre coppe | Altre coppe | Totale | Totale |
| Stagione            | Squadra             | Comp                | Pres       | Reti       | Comp            | Pres            | Reti            | Comp               | Pres               | Reti               | Comp        | Pres        | Reti        | Pres   | Reti   |
| ------------------- | ------------------- | ------------------- | ---------- | ---------- | --------------- | --------------- | --------------- | ------------------ | ------------------ | ------------------ | ----------- | ----------- | ----------- | ------ | ------ |
| sett.-dic. 2019     | Budaörs             | NBII                | 5          | 1          | MK              | 0               | 0               | -                  | -                  | -                  | -           | -           | -           | 5      | 1      |
| gen.-giu. 2020      | MOL Fehérvár        | NBI                 | 3          | 0          | MK              | 0               | 0               | UEL                | -                  | -                  | -           | -           | -           | 3      | 0      |
| 2020-2021           | MOL Fehérvár        | NBI                 | 13         | 1          | MK              | 2               | 0               | UEL                | 0                  | 0                  | -           | -           | -           | 15     | 1      |
| lug.-ago. 2021      | MOL Fehérvár        | NBI                 | 4          | 0          | MK              | 0               | 0               | UECL               | 1                  | 0                  | -           | -           | -           | 5      | 0      |
| ago. 2021-2022      | Budafok             | NBII                | 21         | 6          | MK              | 0               | 0               | -                  | -                  | -                  | -           | -           | -           | 21     | 6      |
| lug.-dic. 2022      | Kecskemét           | NBI                 | 16         | 4          | MK              | 2               | 0               | -                  | -                  | -                  | -           | -           | -           | 18     | 4      |
| gen.-giu. 2023      | Fehérvár            | NBI                 | 0          | 0          | MK              | -               | -               | UECL               | -                  | -                  | -           | -           | -           | 0      | 0      |
| Totale MOL Fehérvár | Totale MOL Fehérvár | Totale MOL Fehérvár | 20         | 1          |                 | 2               | 0               |                    | 1                  | 0                  |             | -           | -           | 23     | 1      |
| Totale carriera     | Totale carriera     | Totale carriera     | 62         | 12         |                 | 4               | 0               |                    | 1                  | 0                  |             | -           | -           | 67     | 12     |

### Cronologia presenze e reti in nazionale
| Cronologia completa delle presenze e delle reti in nazionale ― Ungheria | Cronologia completa delle presenze e delle reti in nazionale ― Ungheria | Cronologia completa delle presenze e delle reti in nazionale ― Ungheria | Cronologia completa delle presenze e delle reti in nazionale ― Ungheria | Cronologia completa delle presenze e delle reti in nazionale ― Ungheria | Cronologia completa delle presenze e delle reti in nazionale ― Ungheria | Cronologia completa delle presenze e delle reti in nazionale ― Ungheria | Cronologia completa delle presenze e delle reti in nazionale ― Ungheria |
| Data                                                                    | Città                                                                   | In casa                                                                 | Risultato                                                               | Ospiti                                                                  | Competizione                                                            | Reti                                                                    | Note                                                                    |
| ----------------------------------------------------------------------- | ----------------------------------------------------------------------- | ----------------------------------------------------------------------- | ----------------------------------------------------------------------- | ----------------------------------------------------------------------- | ----------------------------------------------------------------------- | ----------------------------------------------------------------------- | ----------------------------------------------------------------------- |
| 16-11-2024                                                              | Amsterdam                                                               | Paesi Bassi                                                             | 4 – 0                                                                   | Ungheria                                                                | UEFA Nations League 2024-2025 - 1º turno                                | -                                                                       | 60’                                                                     |
| 20-3-2025                                                               | Istanbul                                                                | Turchia                                                                 | 3 – 1                                                                   | Ungheria                                                                | UEFA Nations League 2024-2025 - Play-off                                | -                                                                       | 70’                                                                     |
| Totale                                                                  |                                                                         | Presenze                                                                | 2                                                                       |                                                                         | Reti                                                                    | 0                                                                       |                                                                         |